# Giersfeld
Das Steingräberfeld Giersfeld liegt in Westerholte bei Ankum im Landkreis Osnabrück in Niedersachsen und ist Teil der Straße der Megalithkultur.
Ein die Vorgeschichte erklärender Rundwanderweg, Steingräberweg Giersfeld genannt, führt seit 1975 zu urgeschichtlichen Denkmälern, die in dieser Dichte in Norddeutschland nur an wenigen Stellen zu finden sind. Der etwa 3,5 Kilometer lange Steingräberweg umschließt 500 Hektar und ist von einem Parkplatz beim Golfclub Artland aus beschildert. Die Anlagen des Steingräberfeldes tragen die Nummern 9a bis 9i der Straße der Megalithkultur. 
Namensgebend für den Steingräberweg sind sechs Megalithanlagen am Rundweg. Zerstörungen der letzten Jahrhunderte haben die zwischen 3500 und 2800 v. Chr. entstandenen Denkmäler, deren Erbauer die Träger der Trichterbecherkultur (TBK) waren, teilweise sehr belastet, aber noch immer wirken etwa Großsteingrab Grumfeld West, Großsteingrab „Rickelmann 2“ und die Steinkiste am Giersberg eindrucksvoll. Grumfeld West gehört zu den „Magischen Orten“ in der Stadt und im Landkreis Osnabrück, die durch eine weiße dreiseitige Pyramide gekennzeichnet sind.

## Grabhügel
Am Ende der Jungsteinzeit kam eine neue Bestattungssitte auf. Die Toten wurden in oder unter runden Erdhügeln begraben, von denen drei am Wanderweg liegen. Die Hügelgräber liegen mitunter in unmittelbarer Nähe der Megalithanlagen. Fast 3000 Jahre lang, von der späten Steinzeit (ab 2800 v. Chr.) über die Bronze- und Eisenzeit bis etwa um Christi Geburt, wurden im Norden Grabhügel errichtet. Formal unterscheiden sie sich nur in den Abmessungen. Ausgrabungen haben jedoch gezeigt, dass dahinter je nach Alter und ggf. auch Region verschiedene Bestattungssitten stehen. Es gibt Grablegungen: 
- auf Höhe der ursprünglichen Erdoberfläche
- in Baumsärgen
- in Steinkisten
- in Gruben unter und im Hügel
- in hölzernen Einbauten im Hügel
- in Grabhügeln mit Schlüssellochgraben

In der Bronzezeit treten nach dem Beginn der Feuerbestattung Urnen auf, die im westlichen Niedersachsen nur selten und mit bescheidenen Grabbeigaben verbunden sind. 

## Steinkiste
Die bronzezeitliche Steinkiste am Giersberg liegt südöstlich von Westerholte und hat keine Sprockhoff-Nr., da sie erst vor wenigen Jahren entdeckt und mit Zwischenmauerwerk restauriert wurde. Die exakt rechteckige in einen Hügel eingetiefte Kiste hat je drei Tragsteine an den Längsseiten und einen Endstein auf der einen sowie drei auf der anderen Seite. Da die Tragsteine etwa einen Meter hohe Megalithblöcke sind und keine Platten, ist davon auszugehen, dass die Kiste relativ alt ist. Die in einem Erdhügel entdeckte Steinkiste wirkt wie die verkleinerte Version eines Großsteingrabes dessen Decksteine fehlen. Bei der Rekonstruktion der Grabanlage wurde auch die pflasterartige Hügeloberfläche aus Geröllgestein wieder hergestellt.

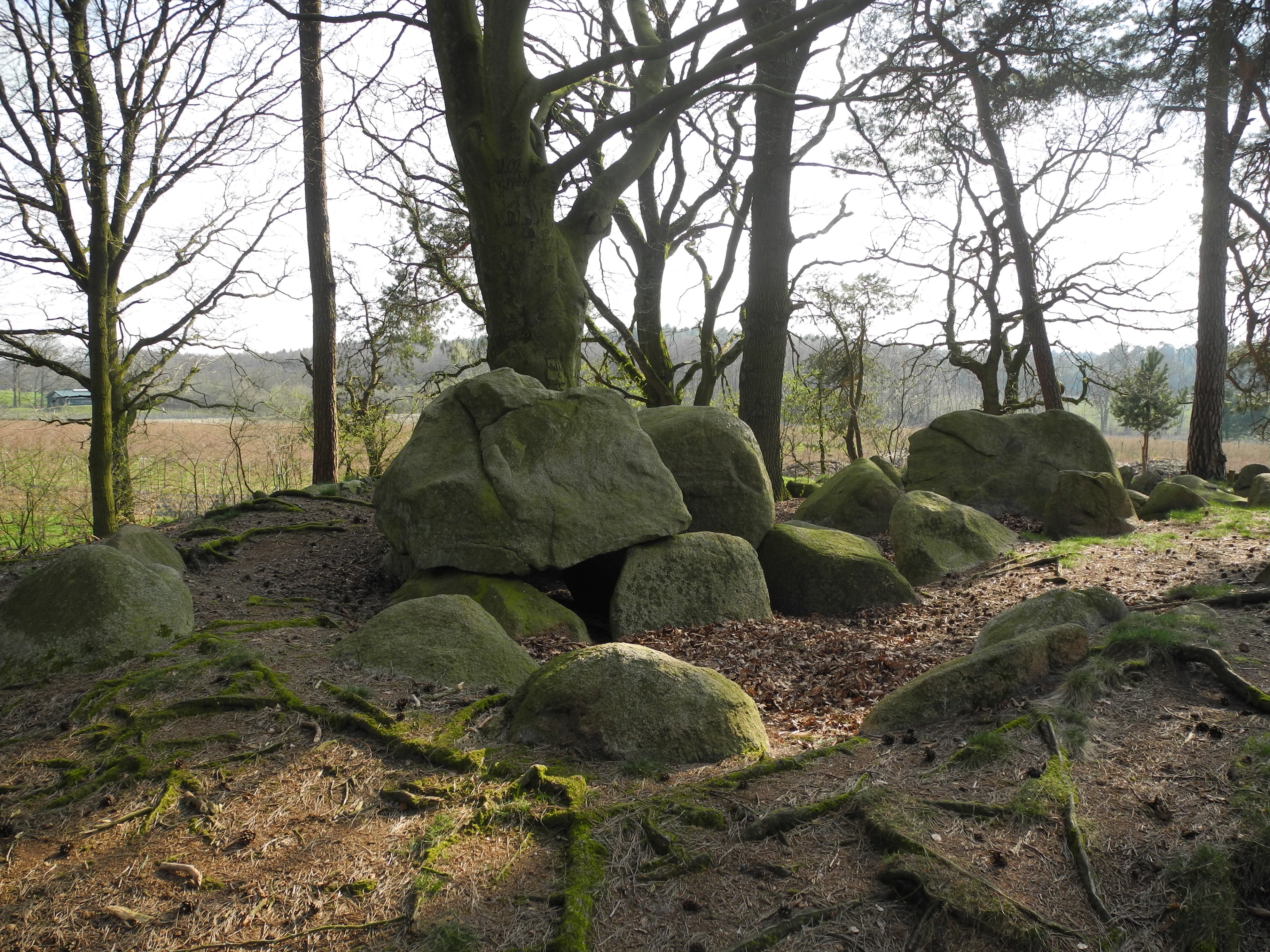
Station 9a: Rickelmann II
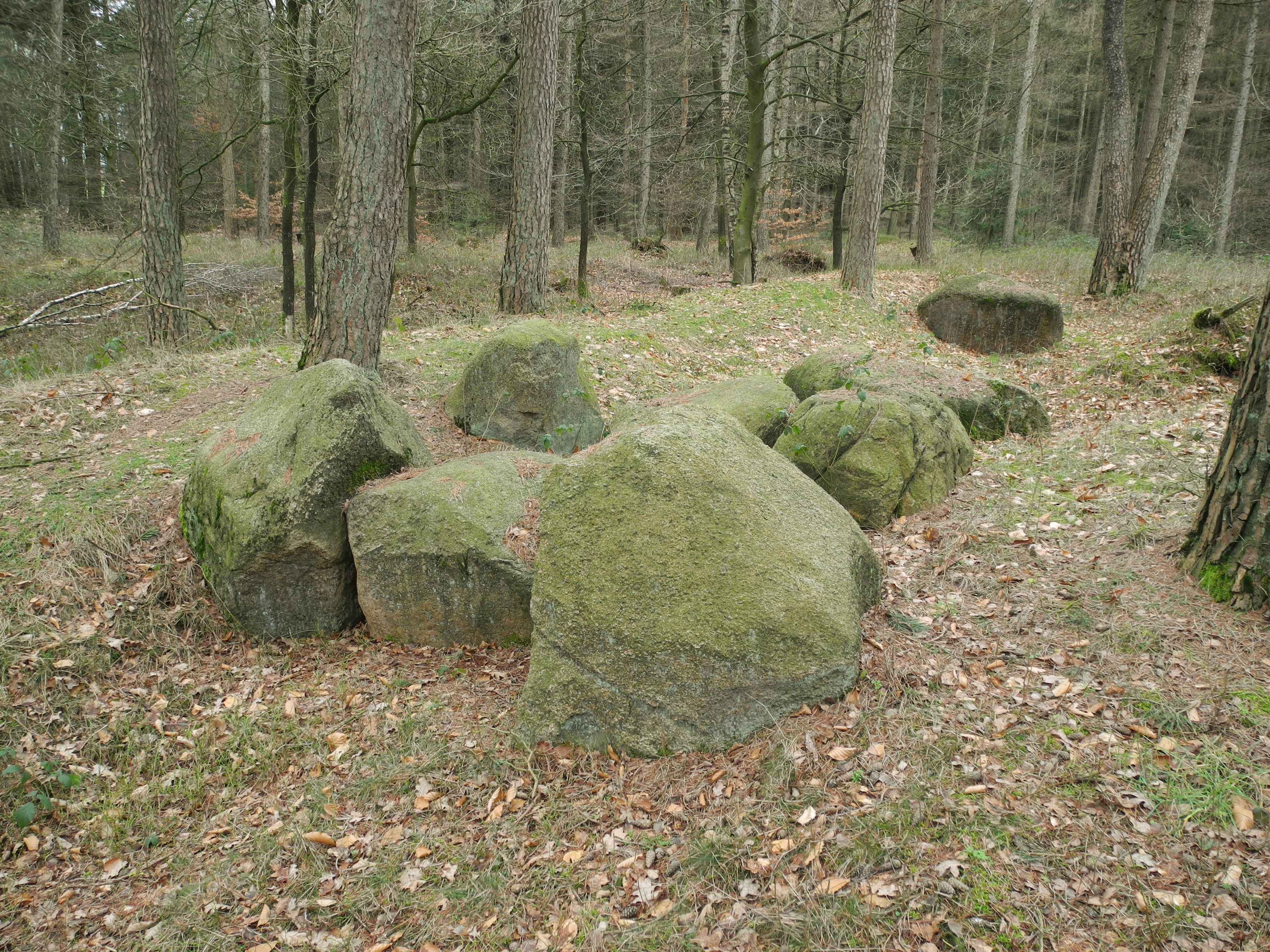
Station 9b: Meyer
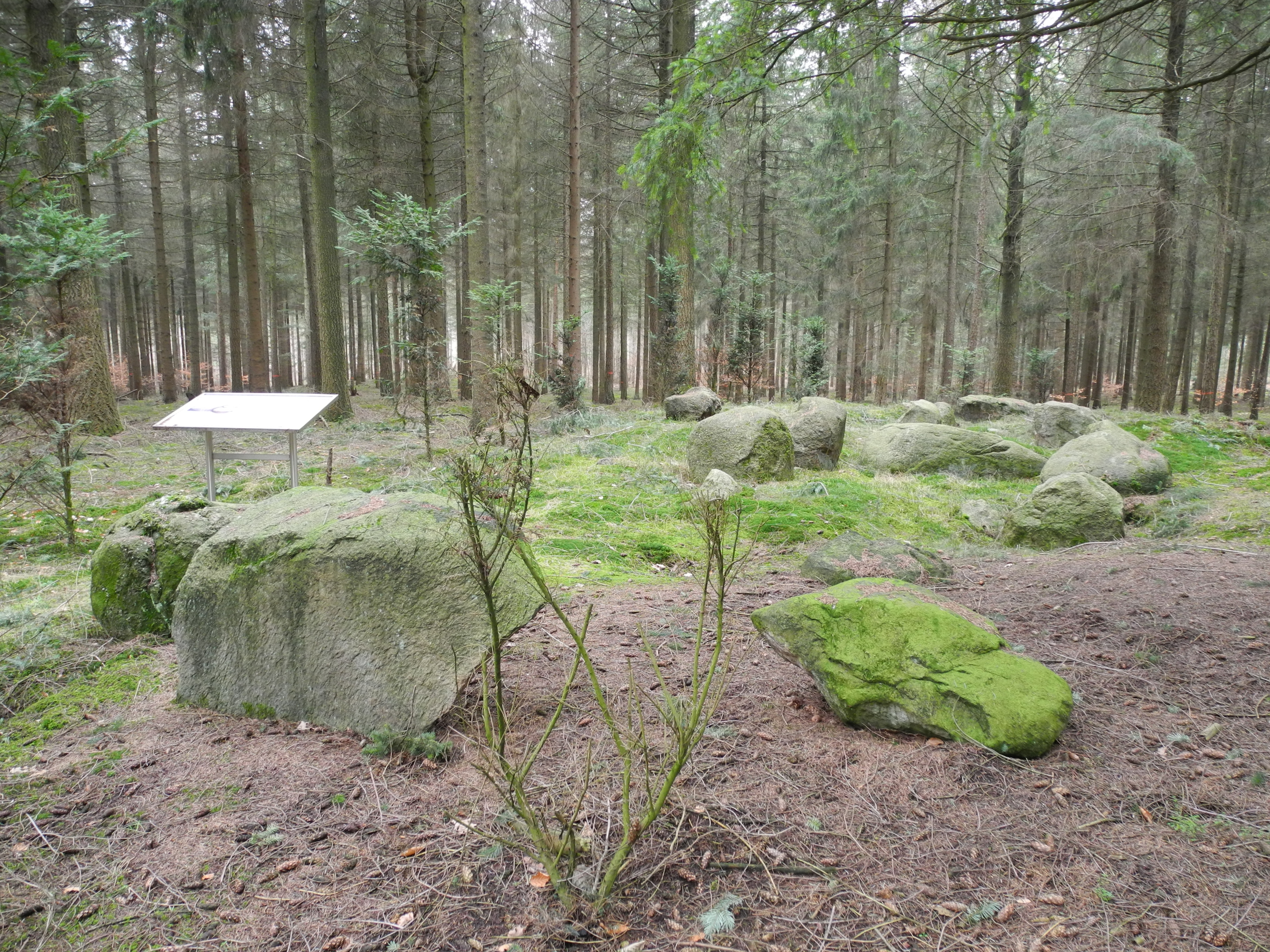
Station 9c: Reinecke
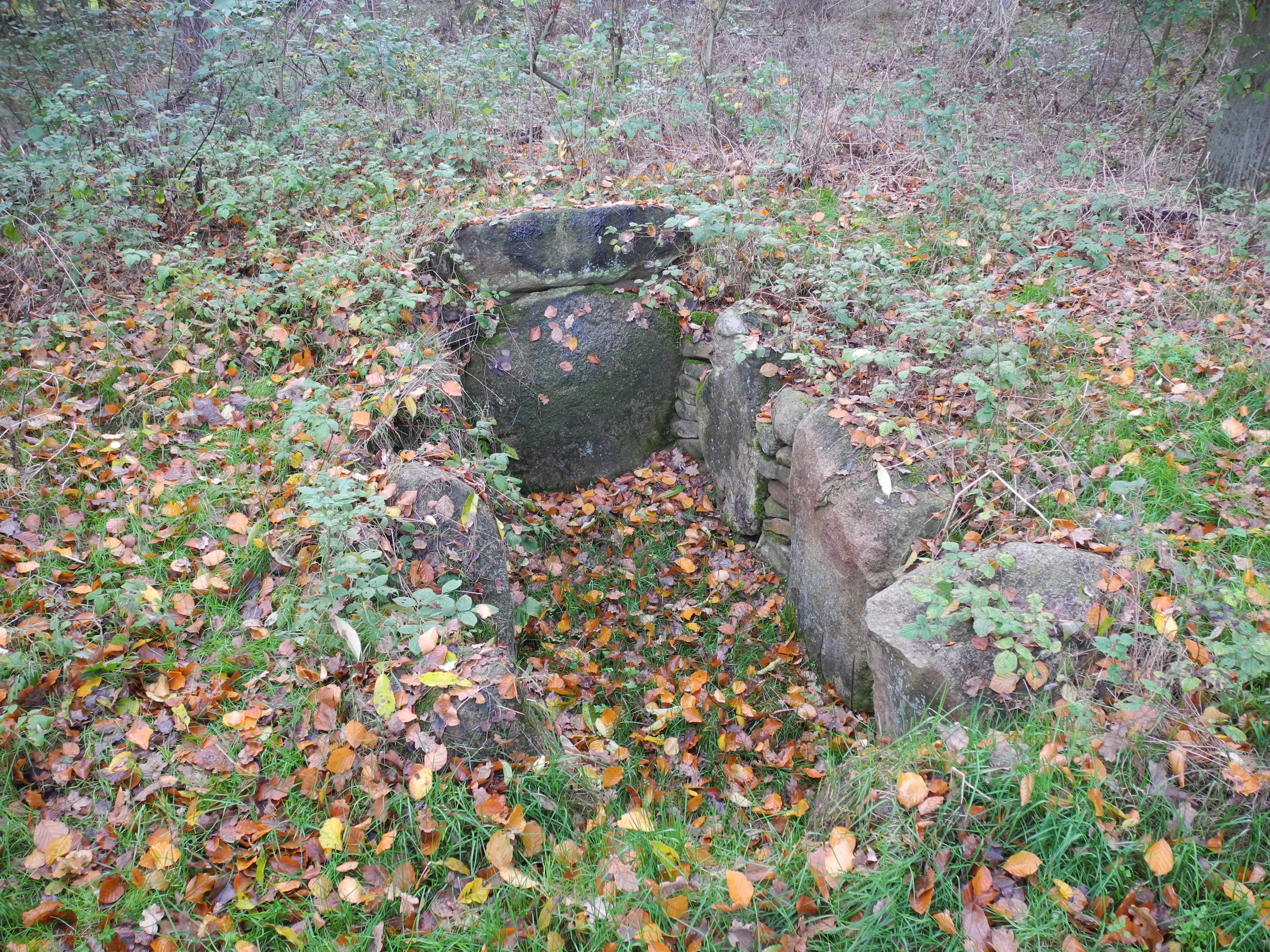
Station 9e: Steinkiste
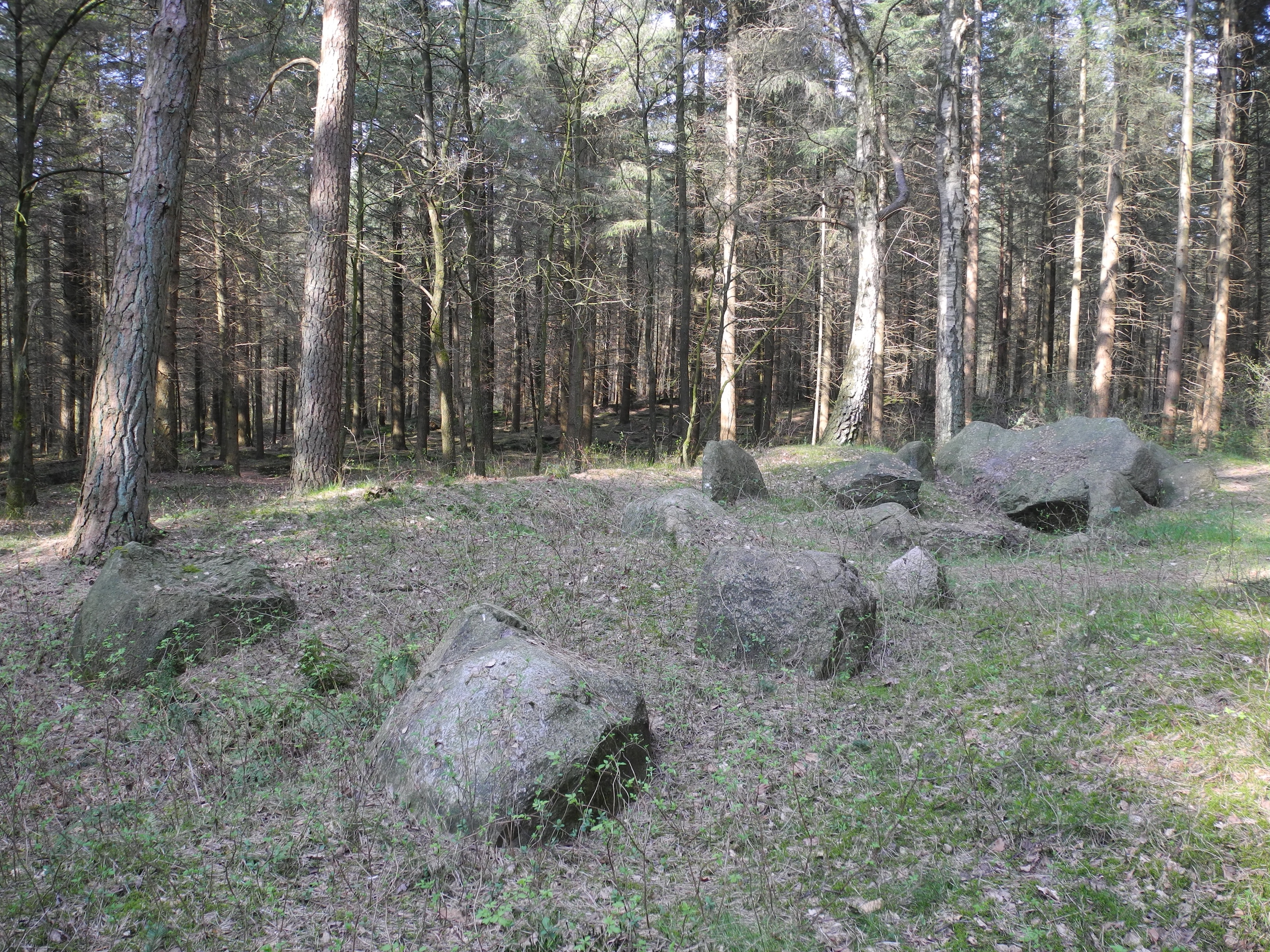
Station 9g: Grumfeld Ost
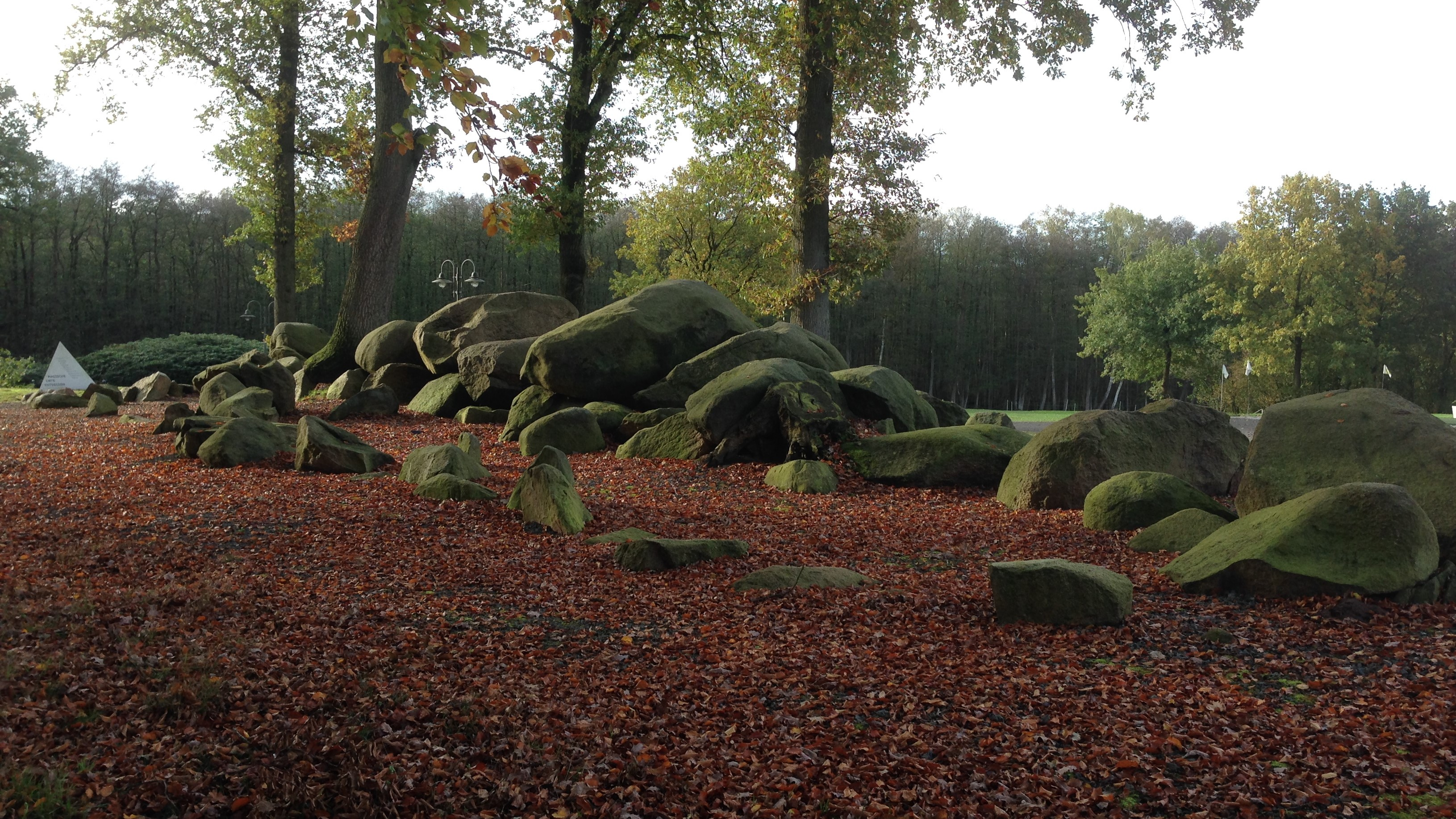
Station 9h: Grumfeld West mit weißer Pyramide (hinten links)
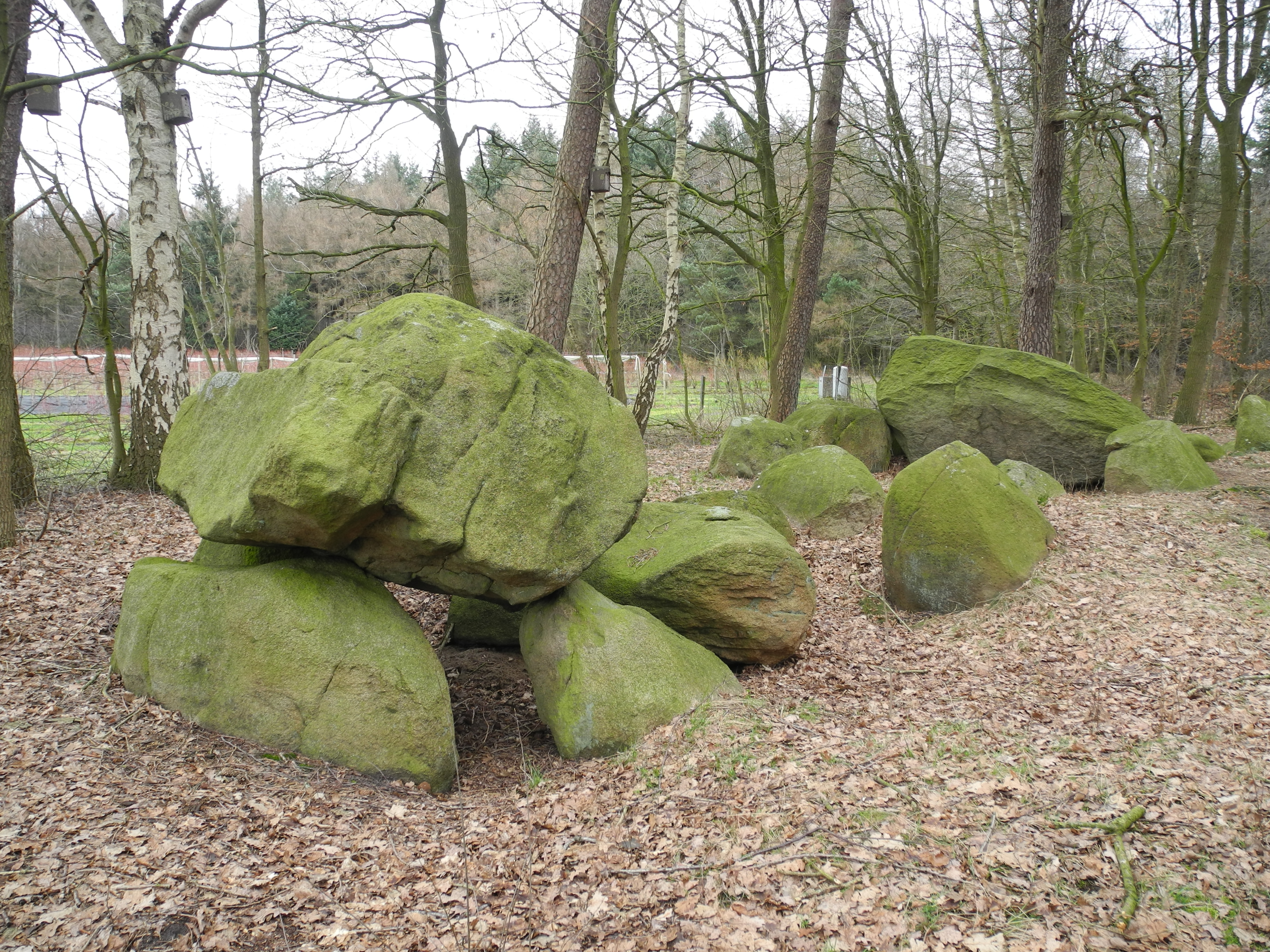
Station 9i: Rickelmann I